# Hermann Braun (Mediziner)
Hermann Braun (* 2. April 1916 in Elbart; † 28. Juli 1995 in Nittendorf) war ein deutscher Allgemeinarzt und ärztlicher Standespolitiker.

## Leben und Wirken
Hermann Braun besuchte das Neue Gymnasium in Regensburg. Nach dem Abitur studierte er von 1937 bis 1942 an der Ludwig-Maximilians-Universität München Medizin. Er bestand 1942 das Staatsexamen und wurde zum Dr. med. promoviert. Als Soldat und Sanitätsoffizier der Wehrmacht geriet er in Kriegsgefangenschaft. Im Februar 1946 entlassen, ließ er sich  als Landarzt in Nittendorf bei Regensburg nieder. Von 1969 bis 1987 war er Vizepräsident der Bayerischen Landesärztekammer. 1972 wurde er zum stellvertretenden Bundesvorsitzenden des Hartmannbundes gewählt.

## Ehrungen
- Ernst-von-Bergmann-Plakette (1972)
- Bundesverdienstkreuz 1. Klasse (1973)
- Großes Bundesverdienstkreuz (1986)
- Paracelsus-Medaille (1988)
- Bayerischer Verdienstorden
- Dr.-Hermann-Braun-Straße in Nittendorf